# Perceval ali Zgodba o Gralu
Perceval ali zgodba o gralu (v izvirniku francosko Perceval, le Conte du Graal). je nedokončan roman v verzih francoskega pesnika Chrétiena de Troyesa, ki je bil napisan med letoma 1181 in 1190. Avtor ga je posvetil flanderskemu grofu Filipu, na katerega je bil zelo navezan v svojih zadnjih letih življenja. Gre za prvo literarno delo, ki omenja sveti gral in je bistveno vplivalo na nadaljnji razvoj tega motiva v evropski književnosti. 
Chrétien de Troyes je bil francoski srednjeveški dvorni pesnik, ki se je rodil okoli leta 1130, umrl pred letom 1190.. O njegovem življenju je malo znanega. Sklepajo, da je prihajal iz kraja Troyes, ali bil z njim nekako intimno povezan. Njegova dela z arturjansko tematiko se uvrščajo v vrh srednjeveške književnosti. De Troyes je bil tudi pomemben stilist in je vplival na razvoj francoskega knjižnega jezika.

## Vsebina
Perceval živi v Pustem gozdu v Walesu, njegova mati, ki je v bitki izgubila vse sinove in moža, ga je namenoma vzgojila daleč od civiliziranega sveta, da ga ne bi doletela podobna usoda. Perceval pa kljub materinemu nasprotovanju z vitezi odide na dvor kralja Arturja. Zahvaljujoč svojim vrlinam si hitro pridobi ugled in viteški naslov ter osvoji srce Gornemantove nečakinje Blanchefleur. Med vračanjem domov naleti na dvor Kralja Ribiča, ki stoji sredi opustošene dežele in mu vlada bolehni, a gostoljubni kralj. Perceval se udeleži večerje, pri kateri je priča nenavadnemu sprevodu s številnimi čudežnimi predmeti: kopjem, ki krvavi, svečnikom iz zlata, pladnjem z dragulji in – gralom. Ker je bil posvarjen pred odvečnim govorjenjem, se izogiba vsakršnemu vprašanju o izvoru ali lastnostnih čudežnih predmetov in zjutraj se zbudi v praznem gradu. Na poti izve, da je bila vzrok nezgode njegova molčečnost: z enim vprašanjem o tem, komu oziroma čemu služi gral, bi ozdravil Kralja Ribiča in opustošeno deželo rešil. Izvor molčečnosti oziroma neodločnosti je bil v grehu, ki ga je zagrešil z odhodom od doma in povzročil materino smrt. Perceval po petih letih tavanja sreča puščavnika, ki se mu predstavi kot njegov stric in mu razodene poreklo, in sicer, da on, Perceval, izhaja iz rodbine Kralja Ribiča in da je bila njegova mrtva mati kraljeva sestra. Izve tudi, da se je procesija na gradu odvijala v čast očetu Kralja Ribiča, ki ga ohranja pri življenju hostija v gralu. Perceval najde odrešenje na Veliki petek z zakramentom svete spovedi in s sveto mašo. Na tej točki se pripoved prekine.
V glavno nit Percevalovih dogodivščin so vpletena tudi doživetja viteza Gauvaina, Percevalovega prijatelja, ki predstavlja popoln ideal arturjanskega viteza. Čeprav so njegova dela tudi zelo hvalevredna, avtor poveličuje predvsem Percevalovo vlogo.

## Struktura in ideje dela

### Dva tipa viteza - Gauvain in Perceval
De Troyes s sopostavitvijo dogodivščin dveh vitezov, Gauvaina in Percevala, skuša pokazati dva različna pogleda na idejo viteštva. Miha Pintarič ugotavlja, da Gauvain velja za idealnega viteza, ki je vzor vsem drugim in ga je znotraj arturjanskega viteškega reda nemogoče preseči. Na podlagi opisovanja njegovih dogodivščin dobimo vtis, da je včasih preveč zavarovan v videz in ne uspe uzreti pravega bistva stvari. V nasprotju z njim Perceval pokaže plemenito srce, čeprav se na začetku kaže kot podivjan in nevzgojen mladenič, ki se ne zna obnašati v družbi in ne pozna viteških pravil. Ker lahko odkriva svet z novimi očmi, ki niso zamejene v arturjanski viteški okvir, ima nesluteno možnost za osebno rast. Mladi junak tako idejno preseže Gauvaina, in ustvari podlago za nov tip viteza.

### Idejni vplivi
Pintarič ugotavlja, da je na avtorja vidno vplivala keltska literatura, kajti junak njegovega romana je predstavnik viteškega reda kralja Arturja, dogajanje pa je postavljeno v Wales. Delo je nabito z mitološko simboliko, ki je ne avtor ne njegovo poslušalstvo v tistem času najbrž nista več čutila. V De Troyesovem delu je prisoten tudi vpliv provansalske lirike, ki je postavljala odnose med spoloma na drugačne temelje, ti pa niso bili nujno v prid fizično ali socialno močnejšim (kot vidimo v primerjavi med Percevalom in Gauvainom). De Troyes se ni uspel izogniti niti vplivu krščanstva in je opredelil gral kot posodo, v kateri je sveto rešnje telo. V celotno delo je vpleten krščanski nauk: Percevalove težave izhajajo iz greha, ki mu je odpuščen šele, ko gre na Veliki petek k maši in se iskreno pokesa pred Bogom.

## Vplivi na svetovno književnost
Kljub temu, da De Troyes svojega dela ni dokončal, je ustvaril najpomembnejši starofrancoski viteški roman in je z njim izjemno vplival na srednjeveško literaturo. Brigitte Cazelles meni, da je prav iz te nedokončanosti nastala evropska fascinacija nad legendami o gralu v srednjem veku. Na podlagi De Troyesovega romana so njegovi nasledniki spisali kar štiri nadaljevanja fascinantne zgodbe. Poleg štirih nadaljevanj De Troyesovega Percevala so nastale številne različice, na katere je posredno ali neposredno vplival francoski epik. Zgodba o Percevalu je pustila svoj pečat tudi v glasbi, v slavnem delu Richarda Wagnerja Parsifal.

### Prvo nadaljevanje
Čeprav je bilo avtorstvo prvega nadaljevanja, ki naj bi nastalo pred letom 1200, pripisano Pseudo Waucherju, ostaja do današnjih dni njegov avtor neznan. Zgodba se nadaljuje z opisovanjem Gauvainovih dogodivščin od trenutka, ko so se v De Troyesovem romanu končale. Dejstvo, da se dogajanje v tej zgodbi nekoliko razlikuje od De Troyesovega, daje slutiti, da je avtor prvega nadaljevanja segal še po drugih virih, ki so neodvisni od De Troyesovih.
Zgodba se začne tako, da je Gauvain ujetnik v gradu svoje matere in babice, a se med seboj ne poznajo. Junak se udeleži spopada z vitezom Guiromelantom, ki mu prisostvuje tudi kralj Artur, in zmaga. Šele tedaj izve za svoje poreklo in se snide z materjo in babico. Po velikem slavju junak zapusti grad in po številnih dogodivščinah dospe do Gralovega gradu, kjer sreča moškega, ki leži na mrtvaškem odru, poleg njega pa leži zlomljen meč. Izve, da mu bodo skrivnosti grala razodete le, če bo našel nekoga, ki bo popravil meč (gre za standardni motiv iz mita o Nibelungih). Ko zadrema, se zbudi sredi polja, o gradu pa ni več nobene sledi. Poda se na grad Escavalon, kjer se mora spopasti z Guinganbresilom, ki ga je obdolžil prijateljevega umora. Nerodni položaj reši kralj Artur, ki sklene poroko med Guinganbresilom in svojo vnukinjo. Ko Gauvain končno najde pot do Gralovega gradu, izve, da je kopje, ki krvavi, prav tisto, ki je ranilo Kristusa. Kljub temu, da mu ne uspe popraviti meča, postavi vprašanje o gralu, a spet zadrema in ne sliši odgovora. Ko pa se zbudi na prostem, je dežela obnovljena in zemlja plodna.

### Drugo nadaljevanje
Tudi drugo nadaljevanje je bilo pripisano Pseudo Waucherju, a je avtor, ki naj bi ga prav tako napisal pred letom 1200, dejansko neznan.
Glavni junak je Perceval in pripovedovanje se nadaljuje od trenutka, ko se pri De Troyesu prekine. Junak sreča lepo dekle, ki bi lahko postalo njegovo le, če ji prinese ukradenega lovskega psa in jelenovo glavo. Med iskanjem se uspešno spopade z mnogimi vitezi, ki jih pošlje kot ujetnike na Arturjev dvor. Spusti se tudi v boj z Gauvainovim sinom, a se spopad konča neodločeno. Nato se vrne na grad ljubljene Blancheflor, kjer premaga Zlobnega viteza, ki jo nadleguje, in se odloči, da se bo vrnil domov k materi. Tam pa najde samo svojo žalostno sestro, ki mu pove novico o materini smrti in s katero se nato skupaj odpravita k stricu puščavniku. Na poti prispeta do Gradu devic in Perceval se mora spopasti z Garsulasom, da pridobi lovskega psa in jelenovo glavo. Ko se napoti h gospodični, ki naj bi ji poklonil plen, sreča mlado dekle, ki mu podari čarobni prstan. Odnesti ga mora na Gralov grad, toda na poti se udeleži viteškega turnirja na Gradu napuha. Tu si nadene krinko, da ga nihče ne spozna, in premaga številne viteze kralja Arturja. Naposled najde pot do Gralovega gradu, kjer popravi zlomljeni meč, a ne izve ničesar o gralovih skrivnostih. Tu se zgodba konča.

### Tretje nadaljevanje
Zgodba dobi svoj logični zaključek šele v tretjem nadaljevanju, katerega avtor je Manessier. Verjetno je nastala med letoma 1214 in 1227.
V pripovedi zasledimo, da se je Kralj Ribič sam ranil z zlomljenim mečem, ker je njegovega brata ubil Partinal iz Rdečega stolpa. Na poti mora Perceval premagati tri demone: prvi ima podobo roke brez telesa, ki vihti meč, drugi je podoben konju, tretji pa se prikaže kot Blancheflor. Junaku uspe maščevati smrt brata Kralja Ribiča in ozdraviti ranjenega kralja, ki mu nato razkrije poreklo in se mu predstavi kot njegov stric. Po njegovi smrti ga Perceval nasledi in postane varuh grala.

### Četrto nadaljevanje
Zadnje nadaljevanje De Troyesove zgodbe naj bi okrog leta 1230 napisal Gerbert de Monstreuila. V zgodbi, ki se začne s koncem drugega nadaljevanja, zaznamo bistveno večji vpliv krščanstva.
Pripoved se začne s tem, da Perceval ne razume gralovih skrivnosti in se zbudi sredi travnika. Čeprav ni opravil preizkušnje, opustošena dežela ponovno oživi. Ko se vrne na Gralov grad, se usede na nevarni stol, ki je pred njim pogubil kar nekaj vitezov, a ker je on izbranec, preživi. Udeleži se viteškega turnirja, kjer premaga številne slavne nasprotnike, nakar se vrne na grad svoje drage Blanchefleur in se z njo poroči. Da bi si pridobila mesto v nebesih se odločita, da oba ostaneta deviška. Perceval zmaga na Montscleru, kjer si pridobi meč s posebnim jermenom in se vrne na Gralov grad, kjer popravi gralov meč in končno izve za vse njegove skrivnosti.

### Roman de l'Estoire dou Graal
Med letoma 1190 in 1199 je burgundski pesnik Robert de Borron spisal obsežno trilogijo z naslovom Le Roman de l`Estoire dou graal. Zaradi povezave grala s krščanstvom je najpomembnejši del trilogije njen prvi roman, Joseph d`Arimathie (Jožef iz Arimateje). Tu je Boron najprej obnovil De Troyesovo zgodbo, nato pa vanjo umestil krščanske legende. V zgodbi je sveti gral prisoten kot kelih, v katerega učenec Jožef zajame nekaj kapelj krvi Kristusa, ki je umrl na križu. V drugem delu trilogije, Merlin, je zgodovina grala povezana z zgodovino Arturjevega dvora, tretji del, Perceval, pa je ostal nedokončan. V trilogiji je opaziti precejšen odmik od prejšnjih romanov: cilja iskanja nista več Ranjeni kralj ali Pusta dežela, ampak Kralj Ribič se je zdaj poistovetil s Kristusom, gral pa je postal kelih pasijona.

### Parzival
Umetniška pesnitev Parzival Wolframa von Eschenbacha je najbolj znana, bržkone tudi najpomembnejša zgodba o gralu, ter predstavlja prvo nemško delo, ki je zajelo mit o svetem gralu. Roman je nastal okrog leta 1207 in večinoma temelji na De Troyesovi podlagi, toda poleg razlike v strukturi je moč opaziti različno dojemanje zgodbe. Eschenbach je ohranil motiv krvnega maščevanja, toda za razliko od De Troyesa, se ni osredotočil zgolj na viteštvo z verskimi posledicami. Njegov pristop do grala je popolnoma individualen, saj čudežnega predmeta ni obravnaval le kot kelih, ampak kot dragoceni kamen, ki se imenuje lapsit exilis. V romanu izstopa XIV. poglavje, v katerem avtor graja svojega predhodnika De Troyesa, verjetno zaradi načina, kako je bil gral obravnavan v njegovi zgodbi.

### Morte d'Arthur
Thomas Malory je leta 1458 napisal zadnje slavno delo, ki je zajelo mit o gralu, z naslovom Morte d`Arthur (Arturjeva smrt). Marko Uršič navaja, da se je avtor v njem bolj posvetil viteštvu kot samemu pomenu grala, najbolj pa je izpostavil legendarnega vladarja Arturja.

### Richard Wagner - Parsifal
Zgodba o Percevalu ni vplivala le na književnost, temveč je svoj pečat pustila tudi v glasbi. Richard Wagner je leta 1882 premierno predstavil opero z naslovom Parsifal. Holger Noltze navaja, da se je Wagner v svoji operi naslonil na ep Wolframa von Eshenbacha, toda pod vplivom Schopenhauerja, budizma in najbolj raznolike apokrifne literature je zgodbi dal popolnoma drugačne temelje in postavil v njeno bistvo mistiko odrešenja zasnovano na sočutju in odpovedi, glasbeno pa je motiviko izrazito poenostavil in tako dosegel njeno lahkotnost. Nietzsche je Wagnerjevo opero zavrnil: »Pridiga o čistosti ostaja izzivanje protinarave.«

## Vplivi na slovensko književnost

### Jani Virk - Kar je odnesla reka, kar je odnesel dim
Umetniško delo Wolframa von Eschenbacha je vplivalo na slovenskega avtorja Janija Virka. Nanj je vplival predvsem podatek iz romana, da Percevalov rod izvira iz Hajdine pri Ptuju, torej iz slovenskih krajev. Navdihnilo je njegovo delo Kar je odnesla reka, kar je odnesel dim, ki pripoveduje od dogodkih na Ptuju pred osemsto leti, ko je bil tam gospodar Friderik III. Protagonist pripovedi je Viljem, vitez, ki spremlja Riharda Levjesrčnega iz Svete dežele na poti domov, njegova zadolžitev pa je varovanje skrinjice s skrivnostnim predmetom, ki jo mora prinesti templjarskemu zakladniku v Pariz. Skrivnostni predmet – gral – na koncu povesti na svoje dno povleče Drava. V pripovedi sicer ni toliko v ospredju motiv grala, kot osebna zgodovina glavnega junaka in njegova razmerja s ptujskim gospostvom na začetku 13. stoletja. Po mnenju Gašperja Jakovaca lahko na Virkovo delo gledamo skozi prizmo zgodovinske povesti in ga kot takega umestimo med vidnejše predstavnike te zvrsti, kot je npr. Jurij Kozjak, slovenski janičar Josipa Jurčiča ali zbirka Ivana Zorca Beli Menihi. Viljem je moderni junak, ki bi na svojem hrbtu težko prenesel breme ideologij in dispozicij srednjega veka. Zato je po mnenju Jakovaca Virkovo delo bližje mlajši populaciji, kot bralcem slovenskega zgodovinskega romana.

### Milan Dekleva - Sosledja
Motiv grala zasledimo tudi v poeziji Milana Dekleve, in sicer v njegovi zbirki Sosledja. Zbirka sloni na konceptu, da je vsakršno razlaganje in interpretiranje poezije nezadostno in da edino poezija lahko govori sama zase in lahko kaos oziroma t. i. »stihijo sveta« postavi v red. V zbirki so pesmi prvoosebne, v njih same zase govorijo stvari, od kamnov, kljuke, očesa, roke, večera, hlebca, knjige močvirja in na koncu tudi grala. Stvari govorijo s svojim notranjim glasom, ki izraža negotovost, razkorak med poimenovanjem stvari in stvarmi samimi ter med molkom stvari in njihovo klepetavostjo. V pesmi Gral se gral kaže kot ena teh stvari, ki pesniku posojajo svoj glas, in govori o spodletelem srečanju med besedami ter stvarmi in o možnosti oziroma nujnost novega iskanja: 
Mogoče sem singulariteta.

Popolna utvara. Mogoče.

Ampak sem, ecce homo!

Kako me boš našel?